# Le Songe de saint Pierre
Le Songe de saint Pierre est une œuvre de l'école franco-flamande du XVIe siècle, une peinture à l'huile sur panneau de bois de 82 × 102 cm (P. 458) conservée au Musée d'art et d'archéologie Valence (Drôme). Le tableau acheté en 1970 est restauré en 2019 au centre régional de restauration et de conservation des œuvres d'art de Vesoul.

## Sujet et description
Inspiré du 10e récit des Actes des Apôtres (Nouveau Testament), la composition montre Pierre endormi recevant des cieux une nappe donnée par Dieu et tenue par ses anges dévoilant une masse d'animaux consommables s'inscrivant hors des restrictions juives, montrant l'universalité de la nouvelle religion chrétienne (comme le dévoile le récit).
Les différents moments  de cet acte sont montrés conjointement dans une même composition spatiale assurant une continuité narrative : ainsi, à droite, un ange commande au centenier Corneille d’envoyer des hommes vers Pierre, puis, au centre, le même Corneille appelle deux serviteurs. Au fond un paysage de lointains bleutés comportant des activités humaines (château, pont, moulin, église, champs cultivés) exprime le Monde.
Pierre allongé et assoupi, la tête reposant sur sa main droite, le coude posé sur un relief architectural, occupe la partie gauche de la composition, une posture oblique soutenu par le rouge de sa toge, en forte opposition chromatique au bleu des lointains respectant la théorie des couleurs dite  « des trois tons » (chaud  au premier plan, froid  au lointain, le  neutre - les verts -  posé au centre). 
La référence au sujet, Acte 10, est inscrit en cartellino sous le bras gauche replié du saint. 

### Référence biblique
Bible Crampon 1923, Actes des apôtres, 10e récit :
10 - Puis, ayant faim, il désirait manger. Pendant qu’on lui préparait son repas, il tomba en extase :
11 - il vit le ciel ouvert, et quelque chose en descendre, comme une grande nappe, attachée par les quatre coins et s’abaissant vers la terre ;
12 - à l’intérieur se trouvaient tous les quadrupèdes et les reptiles de la terre, et les oiseaux du ciel.
13 - Et une voix lui dit : « Lèvre-toi, Pierre ; tue et mange. »
14 - Pierre répondit : «  Oh ! non, Seigneur, car jamais je n’ai rien mangé de profane ni d’impur. »
15 - Et une voix lui parla de nouveau : « Ce que Dieu a déclaré pur, ne l’appelle pas profane. »

## Autres représentations du thème

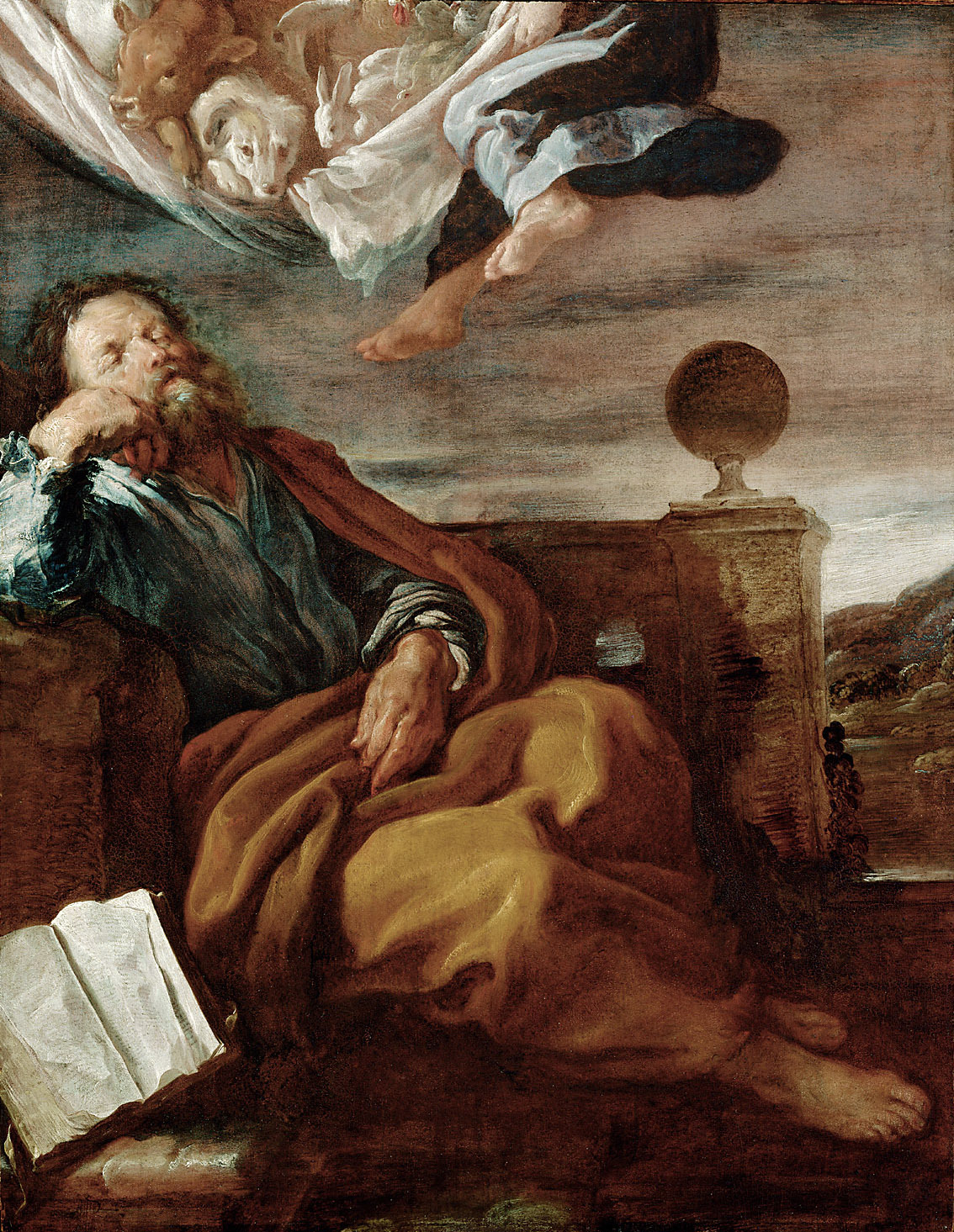
Kunsthistorisches Museum, Vienne,  Domenico Fetti (1619).
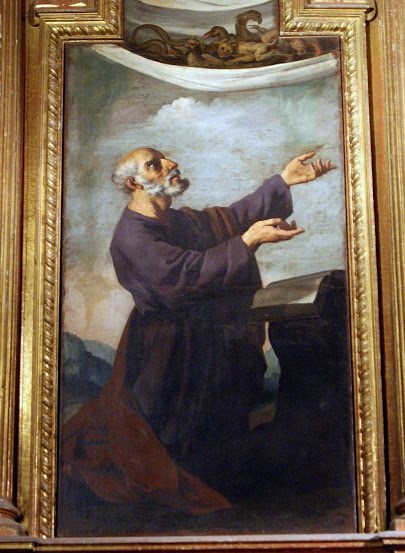
Cathédrale de Séville, Francisco Zurbaran (1650).
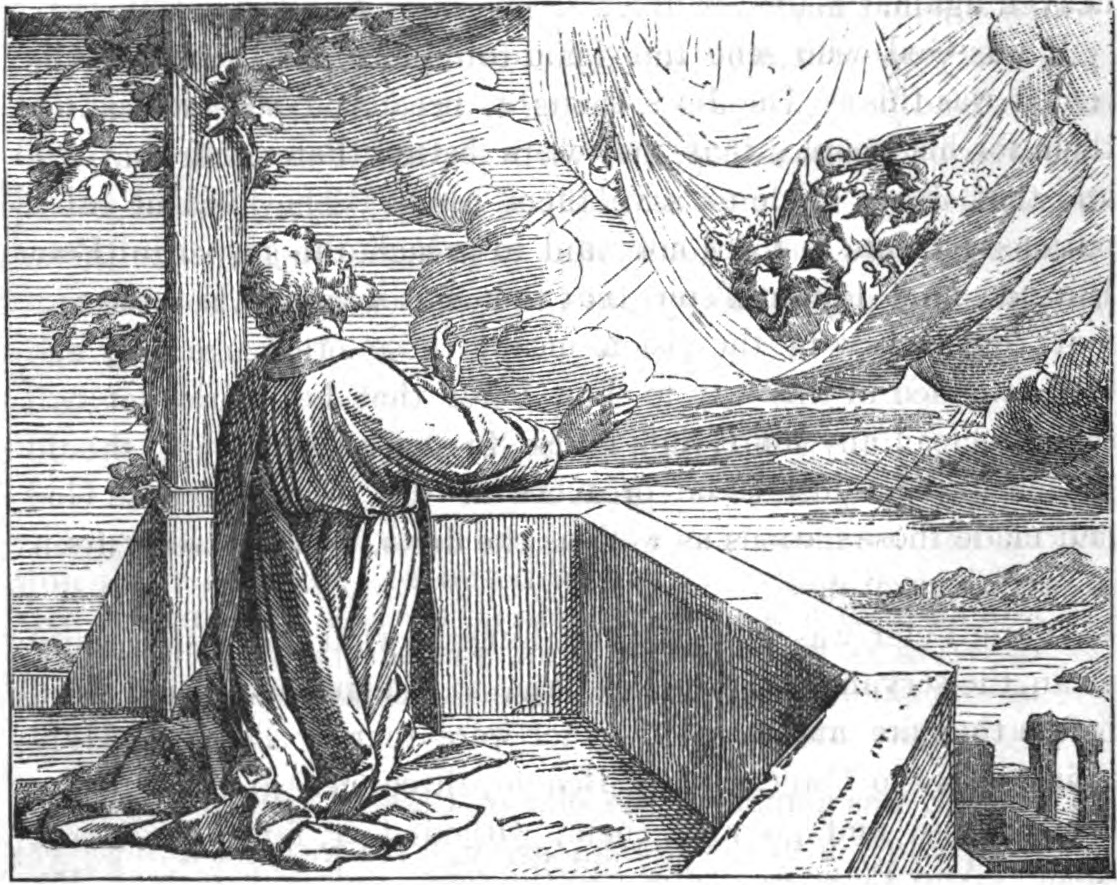
Treasures of the Bible par Henry Davenport Northrop (1894).
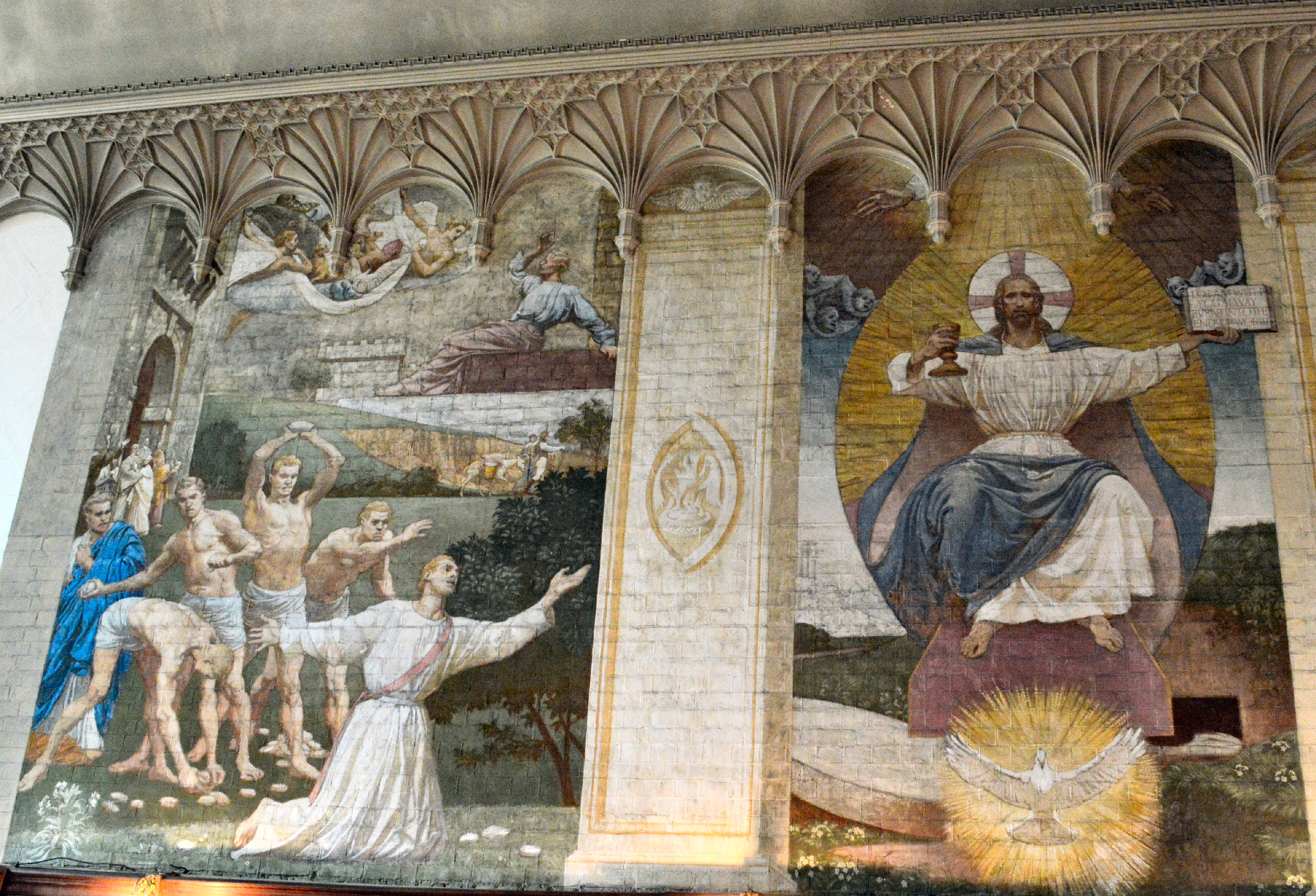
Fulham Palace, The Tait Chapel, mur Sud.